# Drago Jančar
Drago Jančar (Maribor, 13. april 1948) jeste slovenački književnik, dramski pisac, esejista i akademik. Za vreme služenja vojnog roka u Srbiji napisao je studiju o srpskom dramskom piscu Borisavu Stankoviću (fenomen pravoslavno-orijentalskog načina života), za koju je dobio nagradu Narodne biblioteke Srbije. Studiju je upotrebio u romanu Te noći sam je video (2010) , srpski prevod je uradila Ana Ristović 2014.

## Biografija
Jančar je osnovnu školu i tehničku hemiju završio u Rušama. Upisao je Visoku pravnu školu u Mariboru, gde je postao i glavni urednik studentskog lista Katedra.
Zatvaran je od strane komunističkog režima 1974. godine kao i u nekoliko navrata potom. Vojni rok je služio u Vranju.
Radio je kao novinar Večernjeg lista i filmski dramaturg za Viba film.
Od 1987. do 1991. bio je predsednik Slovenačkog PEN centra.
Radio je u Slovenačkoj matici od 1981. do penzionisanja 2016. kao urednik i sekretar.
U svojim esejima često se bavio problemima politike i građanskog društva.
Zajedno sa Vaskom Simonitijem priredio je zvučnu izložbu i antologiju Tamna strana meseca, o karakteristikama autoritarne vladavine u Jugoslaviji posle Drugog svetskog rata.
Redovni je član Slovenačke akademije nauka i umetnosti.
Jančar je jedan od najprevođenijih slovenskih književnika.
U njegovim romanima redovan motiv je kritičko prikazivanje realnih događaja. On se bavi temama ugroženosti pojedinca pred nasiljem vlasti.
On smatra da se Jugoslavija raspala jer nije bila demokratska država već diktatorska.

## Nagrade
- Sterijina nagrada za najbolju dramu, 1982.
- Sterijina nagrada za najbolju dramu, 1985.[6]
- Evropska nagrada za kratku prozu, Augzburg, 1994.[5]
- Prešernova nagrada, 1993.[5]
- Rožančeva nagrada za esej, 1993.[5]
- Krešnikova nagrada, za knjigu Zvenenje v glavi, 1999.
- Krešnikova nagrada, za knjigu Katarina, pav in jezuit, 2001.
- Herderova nagrada, 2003.[5]
- Nagrada „Žan Emeri” za esej, 2007.[5]
- Nagrada „Hemingvej”, 2009.[5]
- Nagrada „Mediteran”, 2009.[5]
- Krešnikova nagrada, za knjigu To noč sem jo videl, 2011.
- Evropska nagrada za književnost (фр. Prix européen de littérature), Strazbur, 2011.
- Nagrada „Stefan Mitrov Ljubiša”, 2019.
- Nagrada „Milovan Vidaković”, 2021.[7]

## Odabrana dela
- Galiot (roman, 1978)[5]
- O bledom zločincu (priče, 1978)[5]
- Severna svetlost (roman, 1980)[5]
- Veliki briljantni valcer (drama, 1985)[5]
- Smrt Marije Snežne (priče, 1985)[5]
- Posle Godoa (drama, 1988)[5]
- Klementov pad (drama, 1988)[5]
- Dedal (drama, 1988)[5]
- Terra incognita (eseji, 1989)[5]
- Sećanje na Jugoslaviju (esej, 1991)[5]
- Pogled anđela (priče, 1992)[5]
- Disput (zajedno sa Adamom Mihnjikom, esej, 1992)[5]
- Razbijeni krčag (esej, 1993)[5]
- Podsmešljiva požuda (roman, 1994)[5]
- Halštat (drama, 1994)[5]
- Šala, ironija i dublje značenje (eseji, 1994)[5]
- Katarina, paun i jezuita (roman, 2000)[5]
- Brioni (eseji, 2002)[5]
- Duša Evrope (eseji, 2006)[5]
- Graditelj (roman, 2006)[5]
- Drvo bez imena (roman, 2008)[5]
- Podsmešljiva požuda (2010)[5]
- Te noći sam je video (roman, 2014; najbolja strana knjiga objavljena u Francuskoj 2014. i roman decenije u Sloveniji)[5]

### Izvođenja u Srbiji
- Briljantni valcer,, 14.12.1985, Beograd, Beogradsko dramsko pozorište[8]
- Veliki briljantni valcer, 22.04.1986, Zaječar, Narodno pozоrište Timočke krajine - Centar za kulturu Zoran Radmilović[8]
- Klementov pad, 17.09.1988, Novi Sad, Srpsko narodno pozorište[8]
- Laka konjica, 05.05.2007, Beograd, Beogradsko dramsko pozorište[8]